# Gustav-Steinmann-Medaille
Die Gustav-Steinmann-Medaille ist ein Forschungspreis, der zu Ehren Gustav Steinmanns von der Geologischen Vereinigung seit 1938 verliehen wurde. Laut Satzung werden Wissenschaftler ausgezeichnet, die sich in besonderer Weise um die Förderung der allgemeinen und regionalen Geowissenschaften verdient gemacht haben. Die Preisträger werden vom Gesamtvorstand mit einstimmigem Beschluss bestimmt.
Seit 2015 wird der Preis von der Deutschen Geologischen Gesellschaft – Geologische Vereinigung (DGGV) verliehen, dem Zusammenschluss von Geologischer Vereinigung (GV) und Deutscher Gesellschaft für Geowissenschaften (DGG).

## Preisträger
- 1938 Ernst Zimmermann
- 1939 Otto Ampferer
- 1943 Helge Götrik Backlund
- 1947 Alfred Philippson
- 1947 Johannes Wanner
- 1949 Maurice Lugeon
- 1950 Bruno Sander
- 1951 Hans Stille
- 1954 Serge von Bubnoff
- 1956 Hendrik A. Brouwer
- 1957 Carl Wilhelm Correns
- 1958 Curt Dietz
- 1959 Eugen Wegmann
- 1960 Pierre Pruvost
- 1960 Herbert H. Read
- 1962 Eugène Raguin
- 1963 Erich Bederke
- 1965 Roland Brinkmann
- 1965 Alfred Rittmann
- 1966 Philip Henry Kuenen
- 1968 Ernst Cloos
- 1971 Kurd von Bülow
- 1971 Kalervo Rankama
- 1972 Georg Fischer
- 1973 Dimitrij Andrusov
- 1974 Hermann Schmidt
- 1975 Willem P. de Roever
- 1977 Martin Schwarzbach
- 1978 Eduard Wenk
- 1980 Henno Martin
- 1982 Augusto Gansser
- 1982 Adolf Watznauer
- 1984 Wolf von Engelhardt
- 1985 Eugen Seibold
- 1987 Albert W. Bally
- 1988 Ihsan Ketin
- 1989 Dietrich Welte
- 1990 Hans Füchtbauer
- 1991 Viktor Efimowitsch Chain
- 1992 Alfred G. Fischer
- 1993 Hans Peter Laubscher
- 1994 Adolf Seilacher
- 1995 Stephan Mueller
- 1996 Klaus Dieter Meischner
- 1997 Peter Giese
- 1998 Wolfgang H. Berger
- 1998 Rudolf Trümpy
- 1999 German Müller
- 2000 Erik Flügel
- 2001 Roland von Huene
- 2002 Wolfgang Schlager
- 2003 Werner Schreyer
- 2004 Erwin Suess
- 2005 Horst D. Schulz
- 2006 Alfred Kröner
- 2007 Stefan M. Schmid
- 2008 Judith McKenzie
- 2009 Michael Sarnthein
- 2010 Celâl Şengör
- 2011 Daniel Bernoulli
- 2012 Hans-Ulrich Schmincke
- 2013 Bernhard Stöckhert
- 2014 Antje Boetius
- 2015 Onno Oncken
- 2016 André Freiwald
- 2017 Manfred Strecker
- 2018 Kaj Hoernle
- 2019 Page Chamberlain
- 2020 Gerhard Bohrmann
- 2021 Mark Handy
- 2022 Janos Urai
- 2023 Donald Dingwell, Ralf Littke
- 2024 Lothar Ratschbacher[1]